# Простір (телесеріал, сезон 5)
У липні 2019 року «Amazon» продовжив «The Expanse» на п'ятий сезон, прем'єра якого відбулася 16 грудня 2020-го, а закінчилася 3 лютого 2021 року. Перед виходом 5-го сезону були анонсовані присвячені серіалу щотижневі афтер-шоу і подкаст «Ty & That Guy» з ведучими Весом Четемом і Таєм Френком.
На Rotten Tomatoes сезон отримав 100 % балів із середньою оцінкою 8,7 з 10 на основі 32 відгуків.

## У ролях
| Актор             | Роль                    |
| ----------------- | ----------------------- |
| Стівен Стрейт     | Джим Голден             |
| Кас Анвар         | Алекс Камал             |
| Домінік Тіппер    | Наомі Нагата            |
| Вес Четем         | Амос Бартон             |
| Френкі Адамс      | Роберта "Боббі" Дрейпер |
| Кара Джі          | Каміна Дрейпер          |
| Кеон Александер   | Марко Інарос            |
| Джасай Чкйз-Овенс | Філіп                   |
| Шогре Аґдашлу     | Крісджен Авасарала      |
| Хозе Зуніга       | Бул                     |
| Майкл Ірбі        | адмірал Дельгадо        |
| Брент Секстон     | Цин                     |
| Анна Гопкінс      | Моніка Стюарт           |
| Байя Вотсон       | Сакай                   |
| Олуніке Еделії    | Карал                   |
| Чад Коулмен       | Фред Джонсон            |
| Сандрін Голт      | Оксана                  |
| Френкі Фейзон     | Чарльз                  |
| Тім Декей         | адмірал Советер         |
| Стейсі Рока       | Лідіяр                  |
| Надін Ніколь      | Клариса Мао             |
| Арнольд Піннок    | Моріс                   |
| Сомкеле Іямах     | інженерка               |

## Епізоди
| № п/п | № в сезоні | Назва                           | Режисер        | Сценарист                               | Оригінальний показ | Оригінальний показ українською | Код            | Рейтинг        |
| --- | ---------- | ------------------------------- | -------------- | --------------------------------------- | ------------------ | ------------------------------ | -------------- | -------------- |
| 1 | 47         | «Exodus» «Вихід»                | Брек Айснер    | Гоук Остбі; Марк Фергус                 | 16 грудня 2020     | Буде оголошено                 | Буде оголошено | Буде визначено |
| Команда Белтерів, послана Марко Інаросом і очолювана ним та Філіпом, атакує наукове судно поблизу Венери, вбиваючи всіх, хто був на борту. Голден і Наомі перебувають на «Тіхо», а «Росінант» проходить тривалий ремонт. Моніка Стюарт зв'язується з Голденом щодо дослідження протомолекул, про яке вона чула, і стикається з Фредом Джонсоном. Наомі дізнається, що Філіп на астероїді Паллада, і планує вирушити туди теж. Амос збирається в Балтимор, щоб залагодити справи старого товариша, і його зустрічає Авасарала під час його зупинки на Місяці. На Марсі Боббі працює на Авасаралу, щоб розслідувати триваючу торгівлю марсіанською зброєю, але відчуває, що їй бракує часу. Алекс прибуває на Марс, щоб спробувати загладити свою провину зі своєю родиною, але отримує холодний прийом; Пізніше Боббі зустрічає його в барі, але їхня розмова не йде добре. На Місяці Авасарала починає розслідувати можливу причетність Інароса до нападу на науковий корабель. |            |                                 |                |                                         |                    |                                |                |                |
| 2 | 48         | «Churn» «Жорна»                 | Брек Айснер    | Лаура Маркс                             | 16 грудня 2020     | Буде оголошено                 | Буде оголошено | Буде визначено |
| Драммер випадково з великим докором сумління виявляє залишки корабля Клаеса Ешфорда. Амос повертається на Землю в справі нещодавно померлої прийомної матері Лідії та виявляє, що її співмешканця Чарльза збираються виселити. Амос протистоїть кримінальному авторитету Еріху, щоб забезпечити житло Чарльза, і планує зустрітися з кимось, перш ніж покинути рідну планету назавжди. На станції «Тіхо» Голден отримує повідомлення від репортерки Моніки, яка стверджує, що має докази змови із крадіжкою протомолекули, але пізніше виявляє, що вона зникла. Зрештою він рятує Моніку, майже померлу, з транспортного контейнера на «Тіхо». На Марсі Боббі розповідає Алексу, що вона розслідувала торгівлю марсіанською зброєю за допомогою Авасарали. Алексу не вдається зустрітися з адміралом Советером, можливим торговцем людьми, але він зустрічається з його харизматичним особистим помічником, лейтенантом Беббіджем. Занепокоєння Авасарали щодо нападу Інароса на Землю все ще залишаються непочутими. |            |                                 |                |                                         |                    |                                |                |                |
| 3 | 49         | «Mother» «Мати»                 | Девід Петрарка | Ден Новак                               | 16 грудня 2020     | Буде оголошено                 | Буде оголошено | Буде визначено |
| Каміна знаходить покинутий корабель Ешфорда, підтверджуючи його смерть. Вона дістає запис, у якому Марко Інарос описує свій план переслідувати цілей, більших за «Тіхо» чи Цереру, і надсилає його Фреду, який потім пересилає Авасаралі. Зрештою Драммер вирішує не переслідувати Інароса. Наомі їде на станцію Паллади, де вона знову зустрічається з друзями-белтерами, Сіном і Каралом. Зрештою вона зустрічає Філіпа, який злий на неї, Наомі потрапляє до полону. На Марсі зустріч Алекса і Беббіджа безрезультатна. Пізніше на Алекса нападають двоє, і його рятує лише Боббі. На «Тіхо» Моніка показує Голдену та Фреду відео бійки, що відбулася на Церері — на ньому є можливим впізнати Кортасара. Сакаї, головний інженер «Тіхо», ідентифікує людей, що придбали транспортний контейнер, у якому виявили Моніку. Але знаходять їх уже вбитими. Булл, начальник служби безпеки, доходить висновку, що на «Тіхо» є зрадник, який працює на Марко Інароса. Перший зі стелс-астероїдів Інароса стикається із Землею. |            |                                 |                |                                         |                    |                                |                |                |
| 4 | 50         | «Gaugamela» «Гавгамели»         | Девід Петрарка | Метью Расмуссен                         | 23 грудня 2020     | Буде оголошено                 | Буде оголошено | Буде визначено |
| Алекс і Боббі беруть корабель «Лезо бритви», який тепер називається «Галасливий вогняний яструб», і слідують за групою марсіанських кораблів, котрих вони підозрюють у торгівлі зброєю. Амос відвідує Клариссу в підземній в'язниці суворого режиму, саме коли другий астероїд вдаряється в планету, що спричиняє блокування систем захисту. Авасарала зв'язується з Ненсі Гао, попереджаючи її про стелс-астероїди. Гао наказує переналаштувати супутники Вартової башти на виявлення нових астероїдів безпосередньо перед тим, як третій астероїд розпадається поблизу її літака, знищивши його. Її наказ встигають отримати, і наступний астероїд помічений й нейтралізований. На «Тіхо» корабель, що прибуває за контейнером з Монікою, атакує станцію. Виявляється, що зрадником є Сакай, який вбиває Фреда Джонсона та допомагає викрасти зразок протомолекули, що зберігається на станції. Філіп відвозить Наомі на корабель Марко, де її ізолюють. Марко, який тепер володіє протомолекулою, транслює промову, в якій бере на себе відповідальність за атаки стелс-астероїдів і проголошує свій Вільний флот правлячою силою системи Сонця, а також усіх кільцевих воріт. |            |                                 |                |                                         |                    |                                |                |                |
| 5 | 51         | «Down and Out» «Вниз і назовні» | Брек Айснер    | Деніел Абрагам; Тай Френк               | 30 грудня 2020     | Буде оголошено                 | Буде оголошено | Буде визначено |
| Драммер отримує пропозицію Інароса зустрітися, яку вона та її команда приймають. Після другого падіння астероїда Амос і Кларисса у підземній камері в'язниці опиняються відрізаними від світу. Разом із трьома охоронцями та ще одним модифікованим ув'язненим їм вдається відкрити зачинену службову драбину в ліфті та піднятися на випалену поверхню. Наомі утримується на кораблі Марко, де вона робить приховану, але марну спробу вбити Марко Інароса. Вона бачить, що рух «Росінанта» було саботовано, і встигає надіслати повідомлення Голдену, який уникає запуску «Росінанта» вчасно. Переслідуючи марсіанський корабель «Баркіт», Алекс і Боббі стають свідками його зустрічі з Белтерами, але згодом їх помічають. Алексу і Боббі доводиться відбивати атаку торпеди за допомогою останнього скидання ядра, їхня доля невизначена, вони дрейфують в порожнечу. |            |                                 |                |                                         |                    |                                |                |                |
| 6 | 52         | «Tribes» «Племена»              | Джефф Вулнаф   | Голлі Ламберт                           | 6 січня 2021       | Буде оголошено                 | Буде оголошено | Буде визначено |
| Голден забирає «Росінанта» після перевірки їхнього програмного забезпечення. Авасарала зустрічається з новим генеральним секретарем, який перебуває у кризі, і просить її підтримки. Боббі та Алекс використовують деякі хитрощі, щоб перемогти абордажну команду белтерів та їхній корабель. Клан Драммер зустрічається з Марко. Після напруженої дискусії вони неохоче приєднуються до Інароса. Під час розмови з Філіпом Каміна розповідає про Наомі та її роль на борту «Бегемота». Філіп запитує у Наомі подробиці, а Марко слідкує за системою спостереження. Амос і Кларисса уникають державних місць надання допомоги, щоб самостійно прокладати шлях, плануючи дістатися до Балтимора. Амос каже Клариссі, що йому потрібно приєднатися до команди. |            |                                 |                |                                         |                    |                                |                |                |
| 7 | 53         | «Oyedeng» «Оєденг»              | Сара Гардінг   | Ден Новак                               | 13 січня 2021      | Буде оголошено                 | Буде оголошено | Буде визначено |
| Наомі та Філіп Інарос розповідають про своє минуле та майбутнє. Наомі намагається попередити сина, що Марко опортуніст, і розповідає свою думку. Син також зізнається Наомі, що допоміг Марко сховатися від неї. Голден об'єднує зусилля з Боббі та Алексом, щоб полювати на корабель «Змія» та врятувати Наомі. Під час розслідування Алекс дізнається, що марсіани продають кораблі Вільному флоту Марко. Голден, Булл і Моніка вистежують «Змію» та знешкоджують її після перестрілки. Однак команда белтерів знищує «Змію» до того, як Голден і товариші зможуть дослідити корабель. Прагнучи заслужити прихильність Філіпа, Марко переконує сина позичити свій особистий корабель «Четземока» для змови з метою зловити «Росінант», призначаючи його своїм наступником. Марко розкриває цю змову Наомі, яка втікає з повітряного шлюзу на борту «Четземоки», зробивши собі ін'єкцію збагаченої киснем крові. Сін намагається зупинити її, але гине. |            |                                 |                |                                         |                    |                                |                |                |
| 8 | 54         | «Hard Vacuum» «Глибокий вакуум» | Сара Гардінг   | Ден Новак                               | 20 січня 2021      | Буде оголошено                 | Буде оголошено | Буде визначено |
| Після втечі Наомі засмучений Марко звинувачує Філіпа у смерті Сіна. Під час аналізу уламків «Змії» Голден і його команда не знаходять жодних слідів протомолекули на борту «Росінанта». Голден вирішує знайти та врятувати Наомі. Збираючи залишки розбитих військових кораблів, Драммер, якій не хотілося слідкувати за Марко, стикається з Каралом, який підтримує справу Інароса. Повернувшись на Землю, Авасарала підтримує нового тимчасового генерального секретаря ООН Девіда Пастера, який освоює свою роботу. На першому засіданні Ради безпеки ООН Авасарала виступає проти пропозиції адмірала Дельгадо завдати карального удару по мирним жителям на станції Паллада. Тим часом Амос і Кларисса їдуть до зруйнованого Балтимора, де вони переконують кримінального авторитета Еріха, що можуть отримати доступ до суборбітального шатла в глушині на озері Вінніпесокі. Наомі дізнається, що Марко оснастив «Четземоку» бомбою та фальшивим повідомленням про лихо, щоб знищити «Росінант». Після важких спроб Наомі вдається спотворити фальшиве повідомлення про лихо, яке отримують Голден і Драммер. |            |                                 |                |                                         |                    |                                |                |                |
| 9 | 55         | «Winnipesaukee» «Вінніпесокі»   | Брек Айснер    | Деніел Абрагам; Тай Френк               | 27 січня 2021      | Буде оголошено                 | Буде оголошено | Буде визначено |
| Амос, Кларисса, Еріх та решта їхньої групи досягають озера Вінніпесокі, намагаючись заволодіти суборбітальним шатлом. Коли вони готують шатл до відправлення, Кларисса переконує його дозволити робітникам із зимового персоналу нині покинутих особняків приєднатися до них, щоб уникнути недавньої катастрофи. Авасарала дізнається, що на станцію Паллада напали сили Землі, і проводить масову чистку в кабінеті міністрів, що призводить до відставки нинішнього генерального секретаря; пізніше вона приймає номінацію, щоб повернутися на посаду. Драммер дізнається, що Наомі все ще жива на борту «Четземоки», але вона безсила допомогти, оскільки Інарос наказує Драммер очолити ударну групу, щоб знищити її друзів на «Росінанті». Філіпом знову маніпулює Марко, намагаючись вижити його матір. Алекс і Боббі усвідомлюють, що вони ближчі до «Четземоки», ніж Голден, і змінюють курс «Леза Бритви». На Землі приватна охорона влаштовує засідку на групу Амоса у вечірній темряві, але після жорстокої перестрілки їм вдається успішно стартувати, прямуючи до Місяця. |            |                                 |                |                                         |                    |                                |                |                |
| 10 | 56         | «Nemesis Games» «Ігри Немезиди» | Брек Айснер    | Деніел Абрахам; Тай Френк; Нарен Шанкар | 3 лютого 2021      | Буде оголошено                 | Буде оголошено | Буде визначено |
| Коли «Росінант» опиняється в оточенні кораблів Вільного флоту, Драммер зраджує Карала, щоб врятувати його від знищення. Драммер страчує членів своєї команди на знак протесту, а Інарос страчує свого товариша у відповідь. На «Четземоці» Наомі ламає клапан, змушуючи корабель обертатися, щоб запобігти причалюванню. Коли Алекс усе одно намагається зістикуватися з «Лезом бритви», Наомі тікає із «Четземоки» в своєму костюмі та робить спроби попередити їх. Боббі рятує Наомі до того, як її система життєзабезпечення відмовила, але Алекс помирає від інсульту під час польоту з високим перенавантаженням. Екіпаж «Росінанта» возз'єднується на Місяці, де Амос хитрістю змушує Голдена надати Клариссі безпечний притулок, Боббі приєднується до новообраної команди Авасарали, а Крісджен сигналізує, що вона має намір використати команду «Росінанта» як приклад для наслідування — задля перемоги у війні проти Інароса. Кораблі Вільного флоту за підтримки станції «Медіна» та марсіанських військових кораблів під командуванням адмірала Советера атакують і знищують об'єднаний земний і марсіанський гарнізони у Кільці. Коли колишній MCRN «Баркіт» проходить через кільцеві ворота на шляху до Лаконії, світу за межами кільцевого простору, сутності, які знищили Будівельників Кільця, починають прокидатися та поглинати корабель. Тим часом інопланетна надбудова, що обертається навколо Лаконії, раптово розквітає протомолекулою. |            |                                 |                |                                         |                    |                                |                |                |